# Elías Cerdá
Elías Cerdá y Remohí (Alberique, 1874-Alicante, 1932) fue un escritor español.

## Biografía
Nacido en 1874 en la localidad valenciana de Alberique, fue director de El Noticiero Turolense (1898). Autor de Don Quijote en la guerra (fantasía, 1915), para el teatro escribió Ya están ahí (jug., 1895), en Valencia; después, en Madrid, La epopeya nacional (rev., 1908), Libertad y amor (melodr., 1909), Primer amor (zarzuela, 1909), La Siciliana (id., 1910), La Montaña de oro (id., 1912), La casita blanca, Moros y cristianos, La bandera nueva, Pecado venial, Las Molineras, La Palanca (dr.), Pelando la pava, El Santón de la Puntilla, En busca de los novios, viaje cómico-lírico alrededor de la guerra europea y El Rey de la banca (zarzuela). Falleció en Alicante el 24 de octubre de 1932, arrollado por un tren.